# Европа (спутник)
Евро́па (др.-греч. Ἐυρώπη), или Юпитер II — шестой по отдалённости от планеты спутник Юпитера, наименьший из четырёх галилеевых спутников. Обнаружена в 1610 году Галилео Галилеем и, вероятно, Симоном Марием в то же самое время. На протяжении столетий за Европой велись всё более всесторонние наблюдения при помощи телескопов, а начиная с семидесятых годов двадцатого века — и пролетающих вблизи космических аппаратов.
По размерам немного уступает Луне, средний радиус Европы составляет 9/10 лунного. Европа состоит в основном из силикатных пород, а в центре содержит железное ядро. Поверхность состоит изо льда и является одной из самых гладких в Солнечной системе; на ней очень мало кратеров, но много трещин. Легко заметная молодость и гладкость поверхности привели к гипотезе, что под ней находится водяной океан, в котором не исключено наличие микроскопической жизни. Вероятно, океан не замерзает благодаря приливным силам, периодические изменения которых вызывают деформацию спутника и, как следствие, нагрев его недр. Это же служит причиной эндогенной геологической активности Европы, напоминающей тектонику плит. У спутника есть крайне разрежённая атмосфера, состоящая в основном из кислорода.
Интересные характеристики Европы, особенно возможность обнаружения внеземной жизни, привели к целому ряду предложений по исследованиям спутника. Миссия космического аппарата «Галилео», начавшаяся в 1989 году, предоставила большую часть современных данных о Европе. 14 апреля 2023 года состоялся запуск аппарата для изучения ледяных спутников Юпитера, Jupiter Icy Moon Explorer (JUICE). 14 октября 2024 состоялся запуск автоматической межпланетной станции Europa Clipper (NASA), предназначенной для изучения Европы на предмет её обитаемости.

## История открытия и наименования
Наряду с тремя другими самыми большими спутниками Юпитера (Ио, Ганимедом и Каллисто), Европа была открыта Галилео Галилеем в январе 1610 года при помощи изобретённого им телескопа-рефрактора с 20-кратным увеличением.
Первое наблюдение спутника было совершено Галилеем в ночь с 7 на 8 января 1610 года в Падуанском университете, однако тогда он не смог отделить Европу от другого юпитерианского спутника — Ио — и принял их за единый объект, о чём сделал запись в своём дневнике, фрагмент которой позже был опубликован в «Stella Gazette».

Галилео Галилей. «Stella Gazette»:

В день седьмого января настоящего, тысяча шестьсот десятого года в первый час следующей затем ночи, когда я наблюдал небесные светила при помощи зрительной трубы, то моему взору предстал Юпитер. Так как я уже приготовил превосходный инструмент, то я узнал, что Юпитеру сопутствуют три звездочки, хотя и небольшие, но однако очень яркие… Хотя я и думал, что они принадлежат к числу неподвижных, я всё-таки им удивился, так как они были расположены точно по прямой линии, параллельной эклиптике, и были более блестящими, чем другие такой же величины.
— 7 января 1610 года
Ошибка была обнаружена Галилеем следующей ночью, с 8 января 1610 года (эту дату МАС и одобрил в качестве даты открытия Европы). Открытие Европы и других галилеевых спутников было объявлено Галилеем в работе «Sidereus Nuncius» в марте 1610 года, где он назвал их «планетами Медичи» (в честь своего покровителя) и обозначил римскими цифрами.
В своём издании «Mundus Jovialis», опубликованном в 1614 году, немецкий астроном Симон Марий утверждал, что наблюдал Ио и другие спутники Юпитера ещё в 1609 году, за одну неделю до открытия их Галилеем. Галилей выразил сомнения в подлинности этих утверждений и отклонил работу Мария как плагиат. Первое зарегистрированное наблюдение Мария датируется 29 декабря 1609 года по юлианскому календарю, что соответствует 8 января 1610 года по григорианскому календарю, которым пользовался Галилей.
Название «Европа» было дано Симоном Марием в 1614 году, а ещё ранее предложено Иоганном Кеплером. Спутник назван именем персонажа древнегреческой мифологии — дочери финикийского царя Тира, возлюбленной Зевса (Юпитера). Предположительно, с финикийского это имя переводится как «заход».
Однако имя «Европа», как и названия, предложенные Марием для других галилеевых спутников, практически не использовалось вплоть до середины XX века. Тогда оно стало общеупотребительным (хотя идею Кеплера и Мария называть спутники планет именами приближённых соответствующего бога астрономы поддержали ещё столетием ранее — после открытия нескольких спутников у Сатурна). В большой части ранней астрономической литературы эти спутники обозначались именем планеты с добавлением римской цифры (система, введённая Галилеем). В частности, Европа была известна как Юпитер II, или как «второй спутник Юпитера». С открытием в 1892 году Амальтеи, орбита которой находится ближе к Юпитеру, Европа стала третьим спутником, а в 1979 году КА «Вояджер» обнаружили ещё три внутренних спутника. Таким образом, по современным данным, Европа — шестой по расстоянию от Юпитера его спутник, хотя по традиции её продолжают называть «Юпитер II». Далее приведён отрывок текста, в котором Симон Марий обосновывает выбор названий:

Три девы были особенно отмечены, из-за тайных, успешно завершившихся ухаживаний со стороны Юпитера: Ио, дочь речного бога Инаха; Каллисто, дочь Ликаона; Европа, дочь Агенора… Я думаю, следовательно, что не ошибусь, если первый (спутник) я назову Ио, второй — Европой…Оригинальный текст (лат.)Inprimis autem celebrantur tres foeminae Virgines, quarum furtivo amore Iupiter captus & potitus est, videlicet Io Inachi Amnis filia: Deinde Calisto Lycaonis, & deniq; Europa Agenoris filia... Itaque non male fecisse videor, si Primus a me vocatur Io. Secundus Europa...— 
При этом далее в тексте Марий указывает, что эти имена были предложены ему Кеплером в октябре 1613 года.
Более чем полвека спустя в 1676 году Европа наряду с другими галилеевыми спутниками, сама стала предметом значимого для науки тех лет открытия. Наблюдая за тем, как Европа и другие галилеевы спутники время от времени исчезают из виду, проходя за диском Юпитера, датский астроном Оле Рёмер установил, что в течение года промежутки между такими затмениями различны по времени. Первоначально выдвигалась гипотеза о том, что скорость вращения спутников по орбите меняется с определённой периодичностью, но Рёмер, понимавший всю абсурдность подобного суждения, решил найти другое объяснение, связав это с природой света. Если бы свет распространялся с бесконечной скоростью, то на Земле затмения в системе спутников наблюдались бы через равные интервалы времени. В таком случае, приближение и удаление Юпитера от Земли не имело бы никакого значения. Отсюда Рёмер сделал вывод, что свет распространяется с конечной скоростью. Тогда затмения должны наблюдаться спустя некоторое время после их наступления. Стало понятно, что это время напрямую зависит от скорости света и расстояния до Юпитера. Рёмер использовал эти данные и дал первую оценку скорости света, получив значение в 225 тыс. км/с, отличную от современной — примерно 300 тыс. км/с.

## Орбита и вращение
Европа обращается вокруг Юпитера по орбите радиусом 670 900 км, делая полный оборот за 3,551 земных суток. Орбита спутника почти круговая (эксцентриситет равен всего 0,009) и слабо наклонена к плоскости экватора планеты (на 0,466°). Как и все галилеевы спутники, Европа всегда повёрнута к Юпитеру одной и той же стороной (находится в приливном захвате). В центре этой стороны Юпитер всегда находится прямо над головой наблюдателя. Через эту точку проведён нулевой меридиан Европы.
Однако некоторые данные указывают на то, что приливный захват спутника неполон и его вращение немного асинхронно: Европа вращается быстрее, чем обращается вокруг планеты, или, по крайней мере, так было в прошлом. Это говорит об асимметричном распределении массы в её недрах и о том, что ледяная кора отделена от каменной мантии слоем жидкости.
Хотя эксцентриситет орбиты Европы невелик, он даёт начало её геологической активности. Когда Европа приближается к Юпитеру, их приливное взаимодействие усиливается, и спутник слегка вытягивается вдоль направления на планету. Спустя половину периода обращения Европа отдаляется от Юпитера и приливные силы слабеют, позволяя ей вновь стать более круглой. Кроме того, из-за эксцентричности орбиты Европы её приливные горбы периодически смещаются по долготе, а из-за наклона оси её вращения — по широте. Величина приливных деформаций, согласно расчётам, лежит в пределах от 1 м (если спутник полностью твёрдый) до 30 м (если под корой есть океан). Эти регулярные деформации способствуют перемешиванию и нагреву недр Европы. Тепло стимулирует подземные геологические процессы и, вероятно, позволяет подповерхностному океану оставаться жидким. Первоисточник энергии для этого процесса — вращение Юпитера вокруг своей оси. Его энергия превращается в энергию орбитального движения Ио посредством приливов, вызываемых этим спутником на Юпитере, а далее передаётся Европе и Ганимеду при помощи орбитальных резонансов — их периоды обращения относятся как 1:2:4. Если бы не взаимодействие Европы с другими спутниками, её орбита со временем стала бы круглой из-за диссипации приливной энергии, и нагрев недр прекратился бы.

## Физические характеристики
По размеру Европа немногим меньше Луны. Имея диаметр 3122 км, она занимает шестое место по величине среди спутников и пятнадцатое — среди всех объектов Солнечной системы. Это самый маленький из галилеевых спутников. Её средняя плотность — 3,013 г/см³ — указывает на то, что она состоит в основном из силикатных пород и, таким образом, схожа по составу с планетами земной группы.

### Происхождение и эволюция
По-видимому, Европа (как и другие галилеевы спутники) сформировалась из газопылевого диска, окружавшего Юпитер. Этим объясняется то, что орбиты этих спутников близки к окружностям, радиусы орбит регулярно увеличиваются, все плоскости орбит спутников расположены примерно в плоскости экватора Юпитера и их обращение вокруг планеты совпадает по направлению с вращением Юпитера вокруг своей оси. На ранних стадиях эволюции, родительский аккреционный диск вокруг формирующегося прото-Юпитера на удалении от него образовывал неоднородности, которые становились зародышами его будущих спутников и забирали часть вещества диска на своё формирование в процессе гидродинамического коллапса. Последующее гравитационное взаимодействие протоспутников молодого Юпитера между собой привело к образованию современных галилеевых спутников на их современных орбитах. Потому как внутренняя часть диска была теплее внешней, то внутренние спутники Ио и Европа содержат меньше воды и других летучих веществ по сравнению с внешними крупными спутниками.
Если газовый диск был достаточно горячим, то твёрдые частицы из перенасыщенного пара при достижении размеров около 1 см могли довольно быстро оседать к средней плоскости диска. Затем, благодаря механизму гравитационной неустойчивости Голдрайха — Уорда, из тонкого слоя сконденсированного твёрдого вещества в газовом диске начинают образовываться тела размерами в несколько километров. Вероятно, из-за ситуации, подобной картине формирования планет в Солнечной туманности, формирование спутников Юпитера произошло сравнительно быстро.
Так как Европа содержит меньше льда, чем остальные крупные спутники Юпитера (кроме Ио), то она была сформирована в эпоху, когда завершилась конденсация льда в вещество спутников. Рассмотрим две крайние модели завершения конденсации льда. В первой модели (аналогичной модели Поллака и Рейнольдса) предполагается, что температура недавно образованной частицы определена балансом между энергией, поглощаемой ею от Солнца, и энергией, излучаемой ею в пространство, и не берётся в расчёт прозрачность диска в ближней инфракрасной области. Во второй модели предполагается, что температура определяется конвективным переносом энергии в пределах диска, а также берётся в расчёт, что диск непрозрачен. Согласно первой модели, конденсация льда завершилась примерно 1—2 млн лет после формирования Юпитера, а для второй модели этот период составил 0,1—0,3 млн лет (в расчёт берётся температура конденсации около 240 К).
На заре истории Европы её температура могла превышать 700 К, что могло привести к интенсивному выделению летучих веществ, которые гравитация Европы не могла удержать. Подобный процесс происходит на спутнике и сейчас: водород, образующийся при радиолизе льда, улетает прочь, а кислород задерживается, образуя тонкую атмосферу. В настоящее время, в зависимости от темпа выделения тепла в недрах, несколько десятков километров коры могут находиться в расплавленном состоянии.

### Внутренняя структура
Европа больше похожа на планеты земной группы, чем другие «ледяные спутники», и в значительной степени состоит из камня. Внешние слои спутника (толщиной предположительно 100 км) состоят из воды — частью в виде ледяной коры толщиной 10—30 км, а частью, как полагают, — в виде подповерхностного жидкого океана. Ниже лежат горные породы, а в центре, предположительно, находится небольшое металлическое ядро. Главный признак наличия океана — магнитное поле Европы, обнаруженное «Галилео». Оно всегда направлено против юпитерианского (хотя последнее на разных участках орбиты Европы ориентировано по-разному). Это означает, что его создают электрические токи, индуцированные в недрах Европы магнитным полем Юпитера. Следовательно, там есть слой с хорошей проводимостью — скорее всего, океан солёной воды. Другой признак существования этого океана — указания на то, что кора Европы когда-то сдвинулась на 80° относительно недр, что было бы невозможно, если бы они прочно прилегали друг к другу.

### Поверхность
Поверхность Европы одна из самых ровных в Солнечной системе, лишь немногие образования, напоминающие холмы, имеют высоту до нескольких сотен метров. Высокое альбедо спутника — около 0,65 — свидетельствует о том, что поверхностный лёд относительно чистый и, следовательно, молодой (полагают, что, чем чище лёд на поверхности «ледяных спутников», тем он моложе). Характер поверхности Европы на мелких масштабах остаётся невыясненным, поскольку наиболее детализированный снимок поверхности Европы (сделанный аппаратом «Галилео» с высоты 560 км 16 декабря 1997 года) имеет разрешение всего 6 м на пиксель. Ещё 15 изображений имеют разрешение 9—12 м на пиксель. Снимок одной из наиболее интересных с научной точки зрения областей Европы — пятна Тера (лат. Thera Macula) — имеет разрешение 220 м на пиксель. Более детализированные снимки могут быть получены не ранее декабря 2030 года, если аппарат JUICE совершит два облёта вокруг Европы на высоте 400—500 км.
Наиболее часто на поверхности спутника встречаются следующие геоструктуры:
- Равнинные области. Гладкие равнины могут образоваться в результате активности криовулканов, которые извергаются на поверхность, заполняя растекающейся и твердеющей водой огромные площади.
- Области с хаотическим рельефом, занятые случайно разбросанными «обломками», имеющими различную геометрическую форму.
- Области с преобладанием линий и полос.
- Хребты (как правило, сдвоенные).
- Ударные кратеры.

Количество кратеров невелико (есть лишь около 40 наименованных кратеров диаметром свыше 5 км), что говорит об относительной молодости поверхности — от 20 до 180 млн лет. Следовательно, Европа обладает высокой геоактивностью. В то же время сравнение фотографий «Вояджеров» и «Галилео» не выявило каких-либо заметных изменений за 20 лет. Сейчас в научном сообществе нет полного консенсуса насчёт того, как образовались детали, наблюдаемые на поверхности Европы.
Поверхность Европы по земным меркам очень холодная — 150—190 °C ниже нуля. Уровень радиации там очень высок, так как орбита спутника проходит через мощный радиационный пояс Юпитера. Дневная доза составляет около 540 бэр (5,4 Зв) — почти в миллион раз больше, чем на Земле. Такой дозы достаточно, чтобы вызвать у людей лучевую болезнь, в том числе в тяжёлой форме.

#### Линии
Вся поверхность Европы испещрена множеством пересекающихся линий. Это разломы и трещины в её ледяной коре. Некоторые из них опоясывают Европу почти полностью. Система трещин в ряде мест напоминает трещины на ледяном покрове Северного Ледовитого океана Земли.
Вероятно, поверхность Европы претерпевает постепенные изменения — в частности, образуются новые разломы. Они иногда превосходят 20 км в ширину и зачастую имеют тёмные размытые края, продольные борозды и центральные светлые полосы. При подробном рассмотрении видно, что края некоторых трещин сдвинуты относительно друг друга, а подповерхностная жидкость, вероятно, иногда поднималась по трещинам вверх.
По наиболее вероятной гипотезе, эти линии — результат растяжения и растрескивания коры Европы, причём по разломам на поверхность выходил разогретый лёд снизу. Это явление напоминает спрединг в океанических хребтах Земли. Считается, что эти трещины появились под влиянием приливных сил Юпитера. Поскольку Европа находится в приливном захвате, система трещин должна быть ориентирована относительно направления на планету определённым и предсказуемым образом. Однако так направлены только относительно молодые разломы. Остальные направлены иначе, и чем они старше, тем это различие больше. Это может объясняться тем, что поверхность Европы вращается быстрее недр: ледяная кора спутника, отделённая от недр слоем жидкой воды, прокручивается относительно ядра под влиянием сил притяжения Юпитера. Сравнивая фотографии «Вояджера» и «Галилео», учёные пришли к выводу, что полный оборот внешней ледяной коры относительно недр спутника занимает не менее 12 000 лет.

#### Хребты
На Европе имеются протяжённые сдвоенные хребты; возможно, они образуются в результате нарастания льда вдоль кромок открывающихся и закрывающихся трещин.
Нередко встречаются и тройные хребты. Сначала в результате приливных деформаций в ледяном панцире образуется трещина, края которой разогревают окружающее пространство. Вязкий лёд внутренних слоёв расширяет трещину и поднимается вдоль неё к поверхности, загибая её края в стороны и вверх. Выход вязкого льда на поверхность образует центральный хребет, а загнутые края трещины — боковые хребты. Эти процессы могут сопровождаться разогревом, вплоть до плавления местных областей и возможных проявлений криовулканизма.

#### Lenticulae («веснушки»)
На поверхности были обнаружены скопления сравнительно небольших тёмных пятен, получивших прозвище «веснушки» (лат. lenticulae) — выпуклые и вогнутые образования, которые могли сформироваться в результате процессов, аналогичным лавовым излияниям (под действием внутренних сил «тёплый», мягкий лёд двигается от нижней части поверхностной коры вверх, а холодный лёд оседает, погружаясь вниз; это ещё одно из доказательств присутствия жидкого, тёплого океана под поверхностью). Вершины таких образований похожи на участки окрестных равнин. Это указывает на то, что «веснушки» сформировались при локальном подъёме этих равнин. Встречаются и более обширные тёмные пятна неправильной формы, образовавшиеся предположительно в результате расплавления поверхности под действием приливов океана либо в результате выхода вязкого льда на поверхность. Таким образом, по тёмным пятнам можно судить о химическом составе внутреннего океана и, возможно, прояснить в будущем вопрос о существовании в нём жизни.
Одна из гипотез гласит, что «веснушки» были сформированы диапирами разогреваемого льда, протыкающими холодный лёд внешней коры (аналогично магматическим очагам в земной коре). Неровные нагромождения «веснушек» (названные хаосами, например, Коннемарский хаос) сформированы множеством небольших фрагментов коры, включённых в относительно тёмную материю, и их можно сравнить с айсбергами, вмороженными в замёрзшее море.
Согласно альтернативной гипотезе, веснушки являются небольшими хаотическими районами, и видимые ямы, пятна и куполообразные вздутия — несуществующие объекты, появившиеся вследствие неправильной интерпретации ранних изображений «Галилео» с низкой разрешающей способностью.
В 2015 году учёные НАСА экспериментально показали, что многочисленные тёмные пятна на поверхности Европы могут быть морской солью из подлёдного океана, которая подверглась жёсткому ионизирующему излучению. В 2019 году гипотезу учёных подтвердили астрономы при помощи спектрометра STIS (Space Telescope Imaging Spectrograph) телескопа «Хаббл»: прибор обнаружил сильную поглощательную способность поверхности Европы на длине волны 450 нм в геологически молодых регионах Тара и Поуис, что указывает на наличие там хлорида натрия, облучённого высокоэнергетичными электронами.

#### Другие геологические структуры
На поверхности спутника есть протяжённые широкие полосы, покрытые рядами параллельных продольных борозд. Центр полос светлый, а края тёмные и размытые. Предположительно, полосы образовались в результате серии криовулканических извержений вдоль трещин. При этом тёмные края полос, возможно, сформировались в результате выброса на поверхность газа и осколков горных пород. Есть полосы и другого типа, которые, как полагают, образовались в результате «расхождения» двух поверхностных плит, с дальнейшим заполнением трещины веществом из недр спутника.
Рельеф некоторых участков поверхности указывает на то, что здесь лёд когда-то был расплавлен, и в воде плавали льдины и айсберги. Видно, что льдины (вмороженные ныне в ледяную поверхность) ранее были одним целым, но затем разошлись и повернулись.
Некоторые участки с волнистой поверхностью образовались, вероятно, в результате процессов сжатия ледяного панциря.
Примечательная деталь рельефа Европы — ударный кратер Пуйл, центральная горка которого выше, чем кольцевой вал. Это может свидетельствовать о выходе вязкого льда или воды через отверстие, пробитое астероидом.

### Подповерхностный океан
Вышеприведённые характеристики поверхности Европы прямо или косвенно свидетельствуют о существовании жидкого океана под ледяной корой. Большинство учёных предполагают, что он сформировался благодаря генерируемому приливами теплу. Нагревание вследствие радиоактивного распада, которое почти такое же, как и на Земле (на кг породы), не может достаточно сильно разогреть недра Европы, потому что спутник куда меньше. Поверхностная температура Европы в среднем около 110 К (−160 °C; −260 °F) на экваторе и всего 50 К (−220 °C; −370 °F) на полюсах, что придаёт поверхностному льду высокую прочность. Первым намёком на существование подповерхностного океана стали результаты теоретического изучения приливного разогрева (следствия эксцентриситета орбиты Европы и орбитального резонанса с остальными галилеевыми лунами). Когда космические аппараты «Вояджер» и «Галилео» получили снимки Европы (а второй ещё и измерил её магнитное поле), исследователи получили новые признаки наличия этого океана. Наиболее яркий пример — «хаотические области», часто встречающиеся на поверхности Европы, которые некоторые учёные интерпретируют как места, где подповерхностный океан когда-то растопил ледяную корку. Но эта интерпретация весьма спорная. Большинство планетологов, изучающих Европу, склоняются к модели «толстого льда», в которой океан редко (если это вообще случалось) непосредственно выходил на современную поверхность. Оценки толщины ледяной оболочки варьируют от нескольких километров до десятков километров.
Лучшим доказательством модели «толстого льда» является изучение крупных кратеров Европы. Крупнейшие из них окружены концентрическими кольцами и имеют плоское дно. Вероятно, покрывающий его лёд относительно свежий — он появился после удара, пробившего ледяную кору. На основании этого и расчётного количества тепла, произведённого приливами, можно рассчитать, что толщина коры из твёрдого льда составляет примерно 10—30 км, включая податливый слой из «тёплого льда». Тогда глубина жидкого подповерхностного океана может достигать около 100 км, а его объём — 3⋅1018 м³, что вдвое больше объёма мирового океана Земли. В декабре 2024 года группа учёных, изучив данные микроволнового радиометра (MWR) с аппарата «Юнона», предположила, что толщина льда около 35 километров.
Модель «тонкого льда» предполагает, что толщина ледяной оболочки Европы может составлять всего несколько километров. Однако большинство учёных пришли к заключению, что данная модель рассматривает только самые верхние слои коры Европы, упругие и подвижные из-за воздействия приливов Юпитера, а не ледяную кору в целом. Одним из примеров является анализ на выгиб, в котором кора спутника моделируется как плоскость или сфера, утяжелённая и согнутая под влиянием большой нагрузки. Данная модель предполагает, что толщина внешней упругой ледяной корки может составлять всего 200 м, а это означает постоянные контакты подповерхностной жидкости с поверхностью через открытые борозды, что вызывает формирование хаотических областей.
В сентябре 2012 года группа учёных из Карлова университета (Прага, Чехия) на Европейском планетологическом конгрессе EPSC объявила, что области с относительно тонким ледяным щитом — довольно редкое и кратковременное явление: они зарастают всего за десятки тысяч лет.
В конце 2008 года возникла гипотеза, что основная причина нагрева недр Европы, поддерживающего её океан жидким, — не вытянутость её орбиты, а наклон её оси. В результате него под действием приливного действия Юпитера возникают волны Россби, которые движутся очень медленно (по несколько километров в день), но могут нести значительную кинетическую энергию. Наклон оси Европы мал и точно неизвестен, но есть основания думать, что он достигает 0,1°. В таком случае энергия этих волн достигает 7,3⋅1017 Дж, что в 2000 раз больше, чем у основных приливных деформаций. Диссипация этой энергии может быть основным источником тепла для океана Европы.
КА «Галилео» обнаружил, что у Европы имеется слабый магнитный момент, который вызван изменениями внешнего магнитного поля (поскольку поле Юпитера в разных частях орбиты спутника различно). Индукция магнитного поля Европы на её магнитном экваторе — приблизительно 120 нТл. Это в 6 раз меньше, чем у Ганимеда, и в 6 раз больше, чем у Каллисто. Согласно расчётам, жидкий слой на этих спутниках начинается глубже и имеет температуру существенно ниже нуля (при этом вода остаётся в жидком состоянии благодаря высокому давлению). Существование переменного магнитного поля требует слоя высокоэлектропроводного материала под поверхностью спутника, что и служит лишним подтверждением большого подповерхностного океана из солёной воды в жидком состоянии.
Спектральный анализ тёмных линий и пятен на поверхности показал наличие солей, в частности, сульфата магния. Красноватый оттенок позволяет предположить наличие также соединений железа и серы. По-видимому, они содержатся в океане Европы и исторгаются на поверхность через расщелины, после чего застывают. Кроме того, обнаружены следы перекиси водорода и сильных кислот (например, есть возможность того, что на спутнике имеется гидрат серной кислоты).

#### Выбросы водяного пара
В марте 2013 года учёные из Калифорнийского технологического института выдвинули гипотезу, что подлёдный океан Европы не изолирован от окружающей среды и обменивается газами и минералами с залежами льда на поверхности, что говорит об относительно богатом химическом составе вод спутника. Это также может означать, что в океане может накапливаться энергия, что серьёзно увеличивает шансы на зарождение в нём жизни. К такому выводу учёные пришли, изучив инфракрасный спектр Европы (в интервале длин волн 1,4—2,4 мкм) с помощью спектроскопа OSIRIS гавайской обсерватории Кека. Разрешение полученных спектрограмм примерно в 40 раз выше, чем у спектрограмм, полученных инфракрасным спектрометром NIMS зонда «Галилео» в конце 1990-х годов. Это открытие означает, что контактные исследования океана Европы могут быть технологически намного упрощены — вместо бурения ледяной коры вглубь на десятки километров достаточно (как и в случае со спутником Сатурна Энцеладом) просто взять пробу с той части поверхности, которая контактирует с океаном. Орбитальный зонд Европейского космического агентства JUICE, запланированный к запуску в 2022 году, в декабре 2030 года может совершить два облёта Европы, за которые возможно просканирует поверхность спутника на глубину до 9 км и проведёт спектральный анализ выбранных участков поверхности.
Над южной полярной областью Европы зафиксированы признаки выбросов водяного пара. Вероятно, это результат действия гейзеров, бьющих из трещин её ледяной коры. Согласно расчётам, пар вылетает из них со скоростью ~700 м/с на высоту до 200 км, после чего падает обратно. Активность гейзеров максимальна во время наибольшего отдаления Европы от Юпитера. Открытие сделано по наблюдениям телескопа «Хаббл», сделанным в декабре 2012 года. На снимках, сделанных в другое время, признаков гейзеров нет: по-видимому, они действуют редко. С каких глубин происходят выбросы, неизвестно; возможно, что они не имеют отношения к недрам Европы и возникают от трения пластов льда друг о друга. Кроме Европы, подобные гейзеры известны на Энцеладе. Но, в отличие от гейзеров Энцелада, гейзеры Европы выбрасывают чистый водяной пар без примеси льда и пыли. Зафиксированная мощность гейзеров Европы достигала 5 тонн в секунду, что в 25 раз больше, чем на Энцеладе.
26 сентября 2016 года НАСА объявило о повторном обнаружении с помощью телескопа Хаббла гейзеров, которые были зафиксированы в 2014 году в УФ-диапазоне во время транзита Европы по диску Юпитера (использовался метод обнаружения экзопланет). «Хаббл» суммарно 10 раз фиксировал проход Европы по диску Юпитера, и в 3 из них были обнаружены водные шлейфы высотой 160—200 км в районе Южного полюса спутника. Остаётся невыясненными объёмы выбросов и происхождение гейзеров — либо они извергаются наружу непосредственно из подлёдного океана Европы, либо образуются в полыньях в многокилометровой коре спутника, которые изолированы от основного океана.
13 сентября 2021 года в журнале Geophysical Research Letters группой планетологов во главе с Лоренцом Ротом была опубликована статья «A Stable H2O Atmosphere on Europa’s Trailing Hemisphere From HST Images», в которой учёные подтверждают наличие водяного пара в разреженной атмосфере Европы, но только над обратным полушарием; над полушарием, которым спутник движется вперёд по своей орбите, водных паров не обнаружено. Природа такой асимметрии пока неясна. Выводы основываются на результатах анализа данных наблюдений за Европой при помощи спектрографа STIS телескопа «Хаббл», проведённые в 1999, 2012, 2014 и 2015 годах. Использовалась та же методика, которая ранее применялась для поиска водяного пара в атмосфере Ганимеда.

### Атмосфера
Наблюдения при помощи спектрографа высокого разрешения Годдарда, входившего в состав инструментов космического телескопа «Хаббл», в 1995 году выявили, что разреженная атмосфера Европы состоит в основном из молекулярного кислорода (O2), образовавшегося в результате разложения льда на водород и кислород под действием солнечной радиации и другого жёсткого излучения (лёгкий водород при столь низком тяготении улетучивается в космос). Кроме того, там обнаружены линии атомарного кислорода и водорода. Атмосферное давление на поверхности Европы примерно равно 0,1 мкПа (но не более одного микропаскаля), или в 1012 раз ниже земного. Наблюдения ультрафиолетового спектрометра «Галилео» и телескопа Хаббла показали, что интегральная плотность атмосферы Европы составляет всего 1018—1019 молекул на квадратный метр. В 1997 году космический аппарат «Галилео» подтвердил наличие на Европе разреженной ионосферы (верхний слой заряженных частиц в атмосфере), созданной солнечной радиацией и заряженными частицами из магнитосферы Юпитера. Атмосфера Европы очень изменчива: её плотность заметно меняется в зависимости от положения на местности и времени наблюдений.
В отличие от кислорода в атмосфере Земли, кислород Европы не биологического происхождения. Атмосфера формируется посредством радиолиза поверхностного льда (разложения его молекул под воздействием радиации). Солнечное ультрафиолетовое излучение и заряженные частицы (ионы и электроны) из магнитосферы Юпитера сталкиваются с ледяной поверхностью Европы, расщепляя воду на её составляющие — кислород и водород. Они частично адсорбируются поверхностью, а частично покидают её, образуя атмосферу. Молекулярный кислород — основной компонент атмосферы, поскольку у него длительный период жизни. После столкновения с поверхностью его молекула не остаётся на ней (как молекула воды или перекиси водорода), а улетает обратно в атмосферу. Молекулярный водород Европу быстро покидает, поскольку он достаточно лёгкий и при столь низком тяготении улетучивается в космос.
Наблюдения показали, что часть молекулярного кислорода, произведённого радиолизом, всё-таки остаётся на поверхности. Существует предположение, что этот кислород может попасть в океан (благодаря геологическим явлениям, перемешивающим слои льда, а также через трещины) и там способствовать гипотетическим биологическим процессам. Согласно одной из оценок, за 0,5 млрд лет (предполагаемый максимальный возраст поверхностного льда Европы) концентрация кислорода в этом океане может достигнуть значений, сравнимых с его концентрацией в океанских глубинах Земли. По другим расчётам, для этого достаточно всего нескольких миллионов лет.
Молекулярный водород, улетучивающийся с Европы, наряду с атомарным и молекулярным кислородом формирует тор (кольцо) газа вдоль орбиты спутника. Это «нейтральное облако» было обнаружено и КА «Кассини», и КА «Галилео». Концентрация частиц в нём больше, чем в аналогичном облаке Ио. Моделирование показывает, что практически каждый атом или молекула в газовом торе Европы в конечном счёте ионизируется и пополняет собой магнитосферную плазму Юпитера.
Кроме того, спектроскопическими методами в атмосфере Европы обнаружены атомы натрия и калия. Первого там в 25 раз больше, чем второго (в атмосфере Ио — в 10 раз, а в атмосфере Ганимеда он не обнаружен вовсе). Излучение натрия прослеживается до расстояния в 20 радиусов Европы. Вероятно, эти элементы берутся из хлоридов на ледяной поверхности спутника или принесены туда метеоритами.

## Вероятность существования жизни
До 1970-х годов человечество полагало, что наличие жизни на небесном теле полностью зависит от солнечной энергии. Растения на поверхности Земли получают энергию из солнечного света, высвобождая кислород в процессе фотосинтеза сахара из углекислого газа и воды, а затем могут быть съедены дышащими кислородом животными, передавая свою энергию вверх по пищевой цепи. Считалось, что жизнь в глубинах океана, которая значительно ниже досягаемости солнечных лучей, зависит от питания либо органическим детритом, падающим с поверхности, либо от поедания животных, которые, в свою очередь, зависят от потока питательных веществ, связанных с солнечной энергией.
Однако в 1977 году во время исследовательского погружения к Галапагосскому рифту в глубоководном аппарате «Алвин» учёные обнаружили колонии рифтий, моллюсков, ракообразных и других существ, живущих вокруг подводных вулканических гидротермальных источников. Эти источники носят название «чёрные курильщики» и расположены вдоль оси срединно-океанических хребтов. Эти существа процветают несмотря на отсутствие доступа к солнечному свету, и вскоре было обнаружено, что они составляют довольно изолированную пищевую цепь (однако нуждаются в кислороде, поступающем извне). Вместо растений основой для этой пищевой цепи являются бактерии-хемосинтетики, которые получают энергию от окисления водорода или сероводорода, выходящих из недр Земли. Такие экосистемы показали, что жизнь может лишь слабо зависеть от Солнца, что стало важным для биологии открытием.
Кроме того, это открыло новые перспективы для астробиологии, увеличив число известных мест, подходящих для внеземной жизни. Поскольку вода в жидком состоянии поддерживается за счёт приливного разогрева (а не солнечного света), то соответствующие условия могут создаваться вне «классической» зоны обитания и даже вдали от звёзд.
В наше время Европа рассматривается в качестве одного из основных мест в Солнечной системе, где возможна внеземная жизнь. Жизнь может существовать в подповерхностном океане, в окружающей среде, вероятно, похожей на земные глубоководные гидротермальные источники или антарктическое озеро Восток. Возможно, эта жизнь подобна микробной жизни в океанских глубинах Земли. В настоящее время не обнаружено никаких признаков существования жизни на Европе, но вероятное присутствие жидкой воды побуждает отправлять туда для более пристального изучения исследовательские экспедиции.
Рифтии и другие многоклеточные эукариотические организмы вокруг гидротермальных источников дышат кислородом и, таким образом, косвенно зависят от фотосинтеза. Но анаэробные хемосинтезирующие бактерии и археи, которые населяют эти экосистемы, демонстрируют возможную модель жизни в океане Европы. Энергия, вырабатываемая приливными деформациями, стимулирует активные геологические процессы в недрах спутника. Кроме того, Европу (как и Землю) нагревает радиоактивный распад, но он даёт на несколько порядков меньше тепла. Однако эти источники энергии не могут поддерживать такую большую и разнообразную экосистему, как земная (основанная на фотосинтезе). Жизнь на Европе может существовать либо вблизи гидротермальных источников на дне океана, либо подо дном (где на Земле обитают эндолиты). Помимо этого, живые организмы могут существовать, прицепившись изнутри к ледяному панцирю спутника, подобно морским водорослям и бактериям в полярных областях Земли, или свободно плавая в океане Европы.
Однако если океан Европы слишком холодный, там не могут протекать биологические процессы, подобные земным. Если же он слишком солёный, то там могут выжить только галофилы. В 2009 году профессор университета Аризоны Ричард Гринберг вычислил, что количество кислорода в океане Европы может быть достаточным для поддержания развитой жизни. Кислород, возникающий при разложении льда космическими лучами, может проникать в океан при перемешивании слоёв льда геологическими процессами, а также через трещины в коре спутника. По оценкам Гринберга, с помощью этого процесса океан Европы мог достигнуть большей концентрации кислорода, чем в океанах Земли, в течение нескольких миллионов лет. Это позволило бы Европе поддержать не только микроскопическую анаэробную жизнь, но и большие аэробные организмы, такие как рыбы. При самых осторожных оценках, считает Гринберг, за полмиллиона лет уровень кислорода в океане может достичь концентрации, достаточной для существования ракообразных на Земле, а за 12 млн лет — достаточной для крупных форм жизни. Учитывая низкие температуры на Европе и высокое давление, Гринберг предположил, что океан спутника насытился кислородом гораздо быстрее, чем земной. Также микроорганизмы, по предположению Гринберга, могли попасть на поверхность луны Юпитера вместе с метеоритами.
В 2006 году Роберт Т. Паппалардо, старший преподаватель Лаборатории атмосферы и космической физики (LASP) Колорадского университета в Боулдере, сказал:

Мы потратили немало времени и усилий, пытаясь понять, был ли Марс когда-то обитаем. Возможно, сегодня Европа обладает наиболее пригодной для жизни окружающей средой. Мы должны подтвердить это…, но у Европы, вероятно, есть все компоненты для жизни… и не только четыре миллиарда лет назад…, но и сегодня.
Оригинальный текст (англ.)We’ve spent quite a bit of time and effort trying to understand if Mars was once a habitable environment. Europa today, probably, is a habitable environment. We need to confirm this … but Europa, potentially, has all the ingredients for life … and not just four billion years ago … but today.— 
В то же время ряд учёных полагает, что океан Европы представляет собой довольно «едкую жидкость», неблагоприятную для развития жизни.
В февральском номере журнала «Astrobiology» за 2012 год была опубликована статья, в которой приводилась гипотеза о невозможности существования углеродной жизни в океане Европы. Мэтью Пасек с сотрудниками из Университета Южной Флориды на основании анализа данных о составе поверхностного слоя Европы и скорости диффузии кислорода в подлёдный океан сделал вывод, что в нём слишком велика концентрация серной кислоты и океан непригоден для жизни. Серная кислота в океане Европы образуется в результате окисления кислородом серосодержащих минералов недр спутника, прежде всего сульфидов металлов. Согласно расчётам авторов статьи, показатель кислотности pH воды подлёдного океана составляет 2,6 единицы — это примерно равно показателю pH в сухом красном вине. Углеродная жизнь в таких средах, по мнению астробиологов, крайне маловероятна. Однако, согласно выводам учёных из Калифорнийского технологического института, опубликованным в марте 2013 года, океан Европы богат не серой и сульфатами, а хлором и хлоридами (в частности, хлоридами натрия и калия), что делает его похожим на земные океаны. Эти выводы были сделаны на основе данных, полученных спектрометром OSIRIS гавайской обсерватории Кека, разрешающая способность которого намного выше, чем у спектрометра NIMS аппарата «Галилео» (по данным которого невозможно было отличить соли от серной кислоты). Соединения серы были обнаружены в основном на ведомом полушарии Европы (которое бомбардируется частицами, выброшенными вулканами Ио). Таким образом, обнаруженная на Европе сера попадает туда извне, и это делает маловероятной прежнюю гипотезу о том, что в океане слишком велика концентрация серной кислоты, а потому он непригоден для жизни.
В начале апреля 2013 года учёные Калифорнийского технологического института сообщили, что на Европе найдены большие запасы перекиси водорода — потенциального источника энергии для бактерий-экстремофилов, которые теоретически могут обитать в подлёдном океане спутника. Согласно результатам исследований, проведённых с помощью телескопа Keck II гавайской обсерватории имени Кека, на ведущем полушарии Европы концентрация перекиси водорода достигала 0,12 % (в 20 раз меньше, чем в аптечной перекиси). Однако на противоположном полушарии перекиси почти нет. Учёные считают, что вещества-окислители (в том числе перекись водорода) могут играть важную роль в обеспечении энергией живых организмов. На Земле доступность таких веществ в немалой степени способствовала появлению сложной многоклеточной жизни.
В 2013 году в результате новой обработки инфракрасных снимков «Галилео» 1998 года на Европе были обнаружены признаки наличия глинистых минералов — филлосиликатов. Они найдены в окрестностях 30-километрового ударного кратера и, вероятно, происходят с кометы или астероида, создавшего этот кратер. Это первое обнаружение подобных минералов на спутниках Юпитера; по некоторым представлениям, их наличие повышает шансы на существование жизни.
Согласно годовому отчёту ИКИ РАН за 2019 год учёным в ходе экспериментов удалось доказать, что микроорганизмы способны выжить в случае их выброса из подлёдного океана Европы на поверхность при температуре минус 130 градусов Цельсия и необходимом давлении. С учётом интенсивности излучения и скорости обновления поверхности предполагается сохранение живых клеток во льду на глубине 10-100 сантиметров в течение 1000-10000 лет после выброса воды из подлёдного океана.

## Исследование
Первые фотографии Европы из космоса были сделаны космическими станциями «Пионер-10» и «Пионер-11», которые пролетели около Юпитера в 1973 и 1974 годах соответственно. Качество этих снимков было лучше того, что было доступно телескопам того времени, но всё же они были нечёткими по сравнению с изображениями более поздних миссий.
В марте 1979 года Европу с пролётной траектории изучал «Вояджер-1» (максимальное сближение — 732 тыс. км), а в июле — «Вояджер-2» (190 тыс. км). Космические аппараты передали качественные снимки спутника и провели ряд измерений. Гипотеза о существовании на спутнике жидкого океана появились именно благодаря данным «Вояджеров».
2 июня 1994 года группа исследователей из университета Джонса Хопкинса и Научного института Космического телескопа под руководством Дойла Халла обнаружила в атмосфере Европы молекулярный кислород. Это открытие было сделано при помощи космического телескопа «Хаббл» с использованием Годдардовского спектрометра высокого разрешения.
В 1999—2000 годах галилеевы спутники наблюдала космическая обсерватория «Чандра», в результате чего было обнаружено рентгеновское излучение Европы и Ио. Вероятно, оно появляется при столкновении с их поверхностью быстрых ионов из магнитосферы Юпитера.
С декабря 1995 по сентябрь 2003 года систему Юпитера изучал автоматический зонд «Галилео». Из 35 витков аппарата вокруг Юпитера 12 были посвящены изучению Европы (максимальное сближение — 201 км). «Галилео» обследовал спутник довольно детально; были обнаружены новые признаки существования океана. В 2003 году «Галилео» был намеренно уничтожен в атмосфере Юпитера, чтобы в будущем неуправляемый аппарат не упал на Европу и не занёс на спутник земные микроорганизмы.
Космический аппарат «Новые горизонты» в 2007 году, пролетая около Юпитера на пути к Плутону, сделал новые снимки поверхности Европы.
Аппарат «Юнона», запущенный 5 августа 2011 года НАСА, 29 сентября 2022 года пролетел на расстоянии 352 километров от поверхности Европы. На период 2022—2025 запланировано ещё 2 пролёта спутника.
14 апреля 2023 года состоялся запуск аппарата Jupiter Icy Moons Explorer (JUICE). Прибытие в систему Юпитера ожидается в 2031 году, и уже через год состоятся два пролёта Европы на расстоянии 400—500 километров над поверхностью, в ходе которых планируется осуществить сканирование поверхности, определить минимальную толщину ледяной корки спутника, а также выяснить максимальную глубину океана под ней.

#### Europa Clipper
14 октября 2024 года с мыса Канаверал (США) стартовала ракета Falcon Heavy, несущая станцию НАСА Europa Clipper (первоначальная дата старта 10 октября была сдвинута из-за урагана «Милтон»). Планируется, что станция достигнет спутника Юпитера к апрелю 2030 года, совершит несколько десятков оборотов вокруг него на разной высоте, сканируя поверхность в поисках признаков жизни, и затем направится к Ганимеду.
Главные задачи миссии: исследовать Европу на предмет её способности к поддержанию жизни; собрать достаточное количество информации для определения места посадки спускаемого аппарата в составе следующей миссии. Во время выполнения поставленных задач планируется изучить процессы взаимодействия ледяной корки и океана, определить химический состав основных соединений в подлёдном океане, а также охарактеризовать участки поверхности с недавней, или текущей геологической активностью.

### Планируемые миссии
В последние годы разработано несколько перспективных проектов изучения Европы с помощью космических аппаратов. Цели этих миссий были разнообразные — от исследования химического состава Европы до поиска жизни в её подповерхностном океане. Каждая миссия к Европе должна быть рассчитана на работу в условиях сильной радиации (около 540 бэр излучения в день или 2000 Зв/год — почти в миллион раз больше естественного фона на Земле). За сутки работы в области орбиты Европы аппарат, имеющий алюминиевую защиту толщиной 1 мм, получит дозу радиации примерно в 100 тыс. рад, 4 мм — 30 тыс. рад, 8 мм — 15 тыс. рад, 2 см — 3.5 тыс. рад (для сравнения — в области орбиты Ганимеда дозы в 50-100 раз ниже).
Одно из предложений, выдвинутое в 2001 году, опирается на создание большого атомного «плавящего зонда» («Криобота»), который бы плавил поверхностный лёд, пока не достиг подповерхностного океана. После достижения им воды был бы развёрнут автономный подводный аппарат («Гидробот»), который собрал бы необходимые образцы и отослал бы их обратно на Землю. И «Криобот», и «Гидробот» должны были бы подвергнуться чрезвычайно тщательной стерилизации во избежание обнаружения земных организмов вместо организмов Европы и предотвращения загрязнения подповерхностного океана. Эта предлагаемая миссия ещё не достигла серьёзного этапа планирования.
7 января 2008 года директор Института космических исследований Л. М. Зелёный заявил, что европейские и российские учёные планируют направить к Юпитеру и Европе экспедицию из нескольких космических аппаратов — «Europa Jupiter System Mission». Проект предполагал выведение на орбиты Юпитера и Европы трёх космических аппаратов, но российские учёные предложили включить в программу четвёртый, спускаемый аппарат, который совершил бы посадку на поверхности Европы. Спускаемый аппарат планировалось посадить в одном из разломов в многокилометровом слое льда на поверхности планеты. После посадки аппарат должен был расплавить полуметровый слой льда и начать поиск простейших форм жизни. Проект получил название «Лаплас — Европа П» и был включён в программу Европейского космического агентства на период с 2015 по 2025 год. В нём были приглашены участвовать российские учёные из Института космических исследований, НПО Лавочкина и других российских организаций космической тематики.
Европейское космическое агентство и Роскосмос после выхода США и Японии из программы самостоятельно дорабатывали проекты «Jupiter Ganymede Orbiter» и «Jupiter Europa Lander». Наследником проекта «Jupiter Ganymede Orbiter» стала миссия «Jupiter Icy Moon Explorer» (JUICE), запущенная в 2023 году. Роскосмос в связи с высокой сложностью проекта по отправке зонда на Европу и некоторыми технологическими ограничениями в 2012 году был вынужден переориентировать миссию «Jupiter Europa Lander» с Европы на Ганимед. В 2016 году из бюджета NASA будет выделено 30 млн долларов на разработку собственного проекта Europa Clipper. Всего на программу в течение пяти лет с 2016 года НАСА собирается выделить 255 млн долларов. Таким образом, данное обстоятельство можно считать официальным стартом подготовки NASA к миссии на Европу.
Запущенный в 2021 году телескоп «Джеймс Уэбб» проведёт инфракрасное исследование состава выбросов гейзеров Европы в целях подтверждения их водной природы.

### Отменённые миссии
Запланированные миссии для изучения Европы (поиска жидкой воды и жизни) зачастую заканчиваются отменой или сокращениями бюджета.
До миссии EJSM одной из планируемых миссий был амбициозный проект Jupiter Icy Moons Orbiter, который первоначально планировался в рамках программы «Прометей» по разработке космического аппарата с ядерной энергоустановкой и ионным двигателем. Этот план был отменён в 2005 году из-за нехватки средств. Перед этим миссия «Europa Orbiter» получила разрешение в 1999 году, но была отменена в 2002 году. Аппарат, включённый в эту миссию, обладал специальным радаром, который бы позволил заглянуть под поверхность спутника.
«Jovian Europa Orbiter» входил в концепцию «Космического видения» («Cosmic Vision») EKA с 2007 года. Другим предложенным вариантом был «Ice Clipper», подобный миссии «Дип Импакт». Он должен был доставить к Европе импактор, который врежется в неё и создаст шлейф обломков пород. Они впоследствии были бы собраны малым космическим аппаратом, пролетающим сквозь этот шлейф.
Более амбициозные идеи включали в себя молотковые дробилки в сочетании с тепловыми буравчиками для поиска живых организмов, которые могли бы быть заморожены неглубоко под поверхностью.
Совместная (NASA, ESA, JAXA, Роскосмос) космическая программа «Europa Jupiter System Mission» (EJSM), одобренная в феврале 2009 года и намеченная на 2020 год, должна была состоять из четырёх аппаратов: «Jupiter Europa Orbiter» (NASA), «Jupiter Ganymede Orbiter» (ESA), «Jupiter Magnetospheric Orbiter» (JAXA) и «Jupiter Europa Lander». Однако в 2011 году программа была отменена в связи с выходом США и Японии из проекта по финансовым соображениям. После этого каждая сторона-участник, за исключением Японии, самостоятельно развивала свои проекты.

## Европа в искусстве
Являясь наименьшим из четырёх галилеевых спутников, Европа имеет под толщей льда океан жидкой воды, превышающий объёмом Мировой океан Земли. Вероятно, присутствие океана из жидкой воды сделало Европу излюбленным местом писателей-фантастов с их произведениями на тему внеземной жизни. Помимо фантастической литературы, Европа нашла своё отражение в музыке, живописи, телепрограммах и компьютерных играх.